# Wierzbów (Słowacja)
Wierzbów (słow. Vrbov, węg. Ménhárd, niem. Menhardsdorf) – wieś (obec) we wschodniej Słowacji, w powiecie kieżmarskim, kraju preszowskim. Ośrodek wypoczynkowy.
Wierzbów w latach 1271–1878 był miastem.
Na południe od centrum wsi znajduje się Park termalny Vrbov.

## Położenie geograficzne
Wierzbów leży na pograniczu Kotliny Popradzkiej i Gór Lewockich. Przez wieś z południa na północ przepływa Vrbovský potok, który w Kieżmarku uchodzi do Popradu. W jego biegu w południowej części wsi znajdują się trzy stawy rybne. Wierzbów graniczy od północy z miastem Kieżmark i Lubicą, od wschodu z Twarożną, od południa z Vlkovą i Vlkovcami i od zachodu z Žakovcami i Huncowcami. Przez wieś przebiega droga lokalna nr 536 Kieżmark – Jánovce i nr 3094 Wierzbów – Huncowce.

## Historia
Rejon, w którym leży Wierzbów, od X wieku do I połowy wieku XIII znajdował się we władaniu Polski. Sam Wierzbów był wzmiankowany po raz pierwszy w 1251. W II połowie XIII w. osiedlili się tu osadnicy niemieccy. Wówczas region ten należał już do Węgier. W 1271 król węgierski Stefan V przyznał miejscowości prawa miejskie. W 1412 Wierzbów wszedł – jako jedno z 13 „miast spiskich” – w skład tzw. zastawu spiskiego. Od tego czasu przez ponad 350 lat (do 1769) miejscowość znajdowała się w jurysdykcji Polski, co upamiętnia zabytkowa kolumna z rzeźbą ustawiona przed kościołem w XVIII wieku. W latach 1778–1876 Wierzbów należał do tzw. Prowincji XVI Miast Spiskich. Mieszkańcy zajmowali się rolnictwem, hodowlą bydła, a także gorzelnictwem i handlem płótnem. Centrum stanowi rynek otoczony domami mieszkalnymi wzniesionymi często jeszcze na XV–XVI-wiecznych działkach. W 1878 r. Wierzbów utracił prawa miejskie.
W 1981 r. w miejscowości odkryto silnie zmineralizowane, siarkowe wody termalne (temperatura u źródła: 56 °C) i na ich bazie otwarto kąpielisko. Obecnie składa się ono z szeregu basenów różnego przeznaczenia z wodą o temperaturze od 26 do 38 °C.

## Zabytki
- Kościół św. Serwacego z 1222[9], zbudowany w stylu romańskim, przebudowany w stylu gotyckim w wieku XV, ponownie przebudowany w 1539 w stylu renesansowym. Jest to jedyny kościół na Słowacji, któremu patronuje św. Serwacy. Wewnątrz najcenniejsza to gotycka chrzcielnica z XV wieku, oraz późnobarokowo-rokokowy masywny drewniany ołtarz św. Serwacego; dwa późnobarokowe ołtarze boczne – prawy św. Andrzeja z lat 1727–1742 i lewy św. Krzyża z 1774; organy firmy Otto Rieger z 1913. W 2008 świątynię gruntownie odrestaurowano i obecnie pełni funkcję rzymskokatolickiego kościoła parafialnego[10].
- Murowana dzwonnica z 1644[11], zwieńczona renesansową attyką, w typie klasycznych „dzwonnic spiskich”, restaurowana w 1726. Duży dzwon pochodzi z drugiej połowy XIV wieku, natomiast mały z 1922 przeniesiono w 1955 z Lubickich Kupeli.
- Wotywny słup maryjny z 1727[9]. W czasie renowacji w 1996 na postument wstawiono kopię rzeźby, a oryginał umieszczono w budynku urzędu wsi[12];
- Kościół ewangelicki z 1784[13], klasycystyczny;
- Biblioteka parafialna, założona w 1790 (w 1885 liczyła 2452 woluminy).
- Budynek poczty, otwartej dnia 10.12.1868, w której telefon założono w 1916, a do 1922 przesyłki dostarczano powozem konnym[14].

## Turystyka
- Kościół św. Serwacego z dzwonnicą jest obiektem słowackiego szlaku gotyckiego Spiš – Gemer[15].
- Kąpielisko termalne i znajdujące się przy nim stawy z możliwością łowienia ryb.

Szlaki rowerowe
- nr 5890 Przez miejscowość przebiega widokowa 7 km asfaltowa ścieżka rowerowa do Kieżmarka i w drugą stronę do Hradiska[16]
- nr 8869 Wierzbów – Huncowce[16]

## Galeria

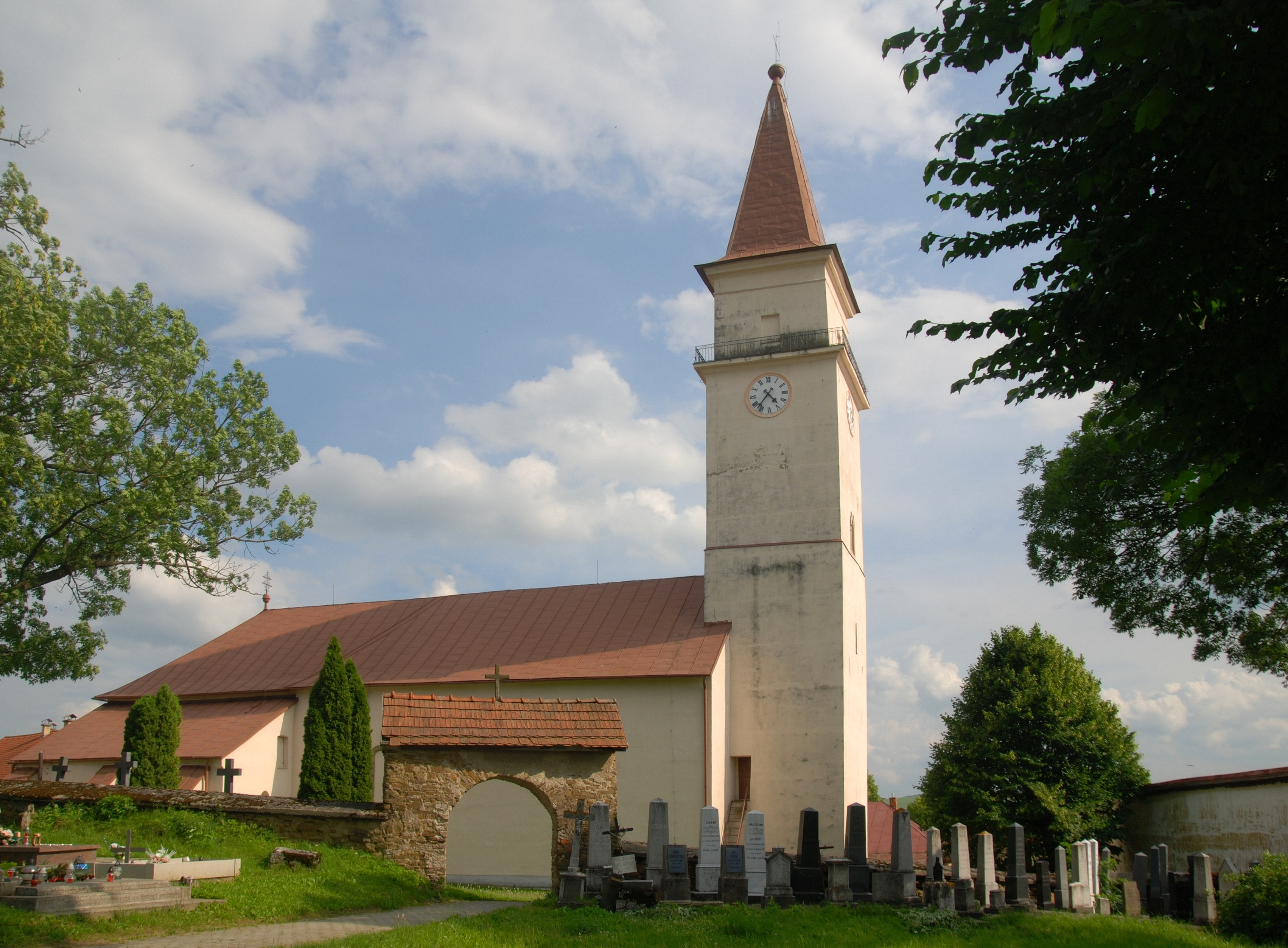
Kościół św. Serwacego
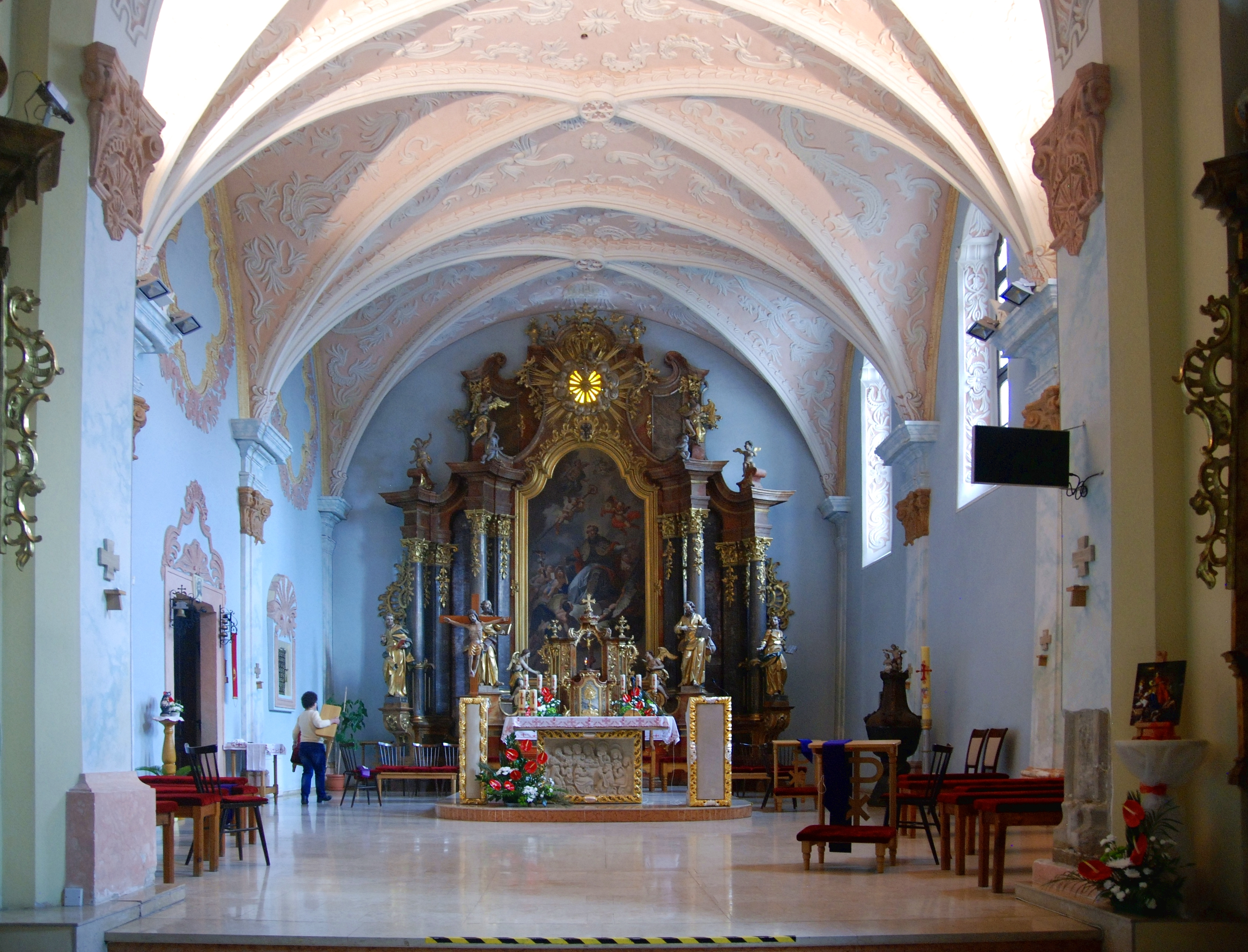
Wnętrze kościoła św. Serwacego
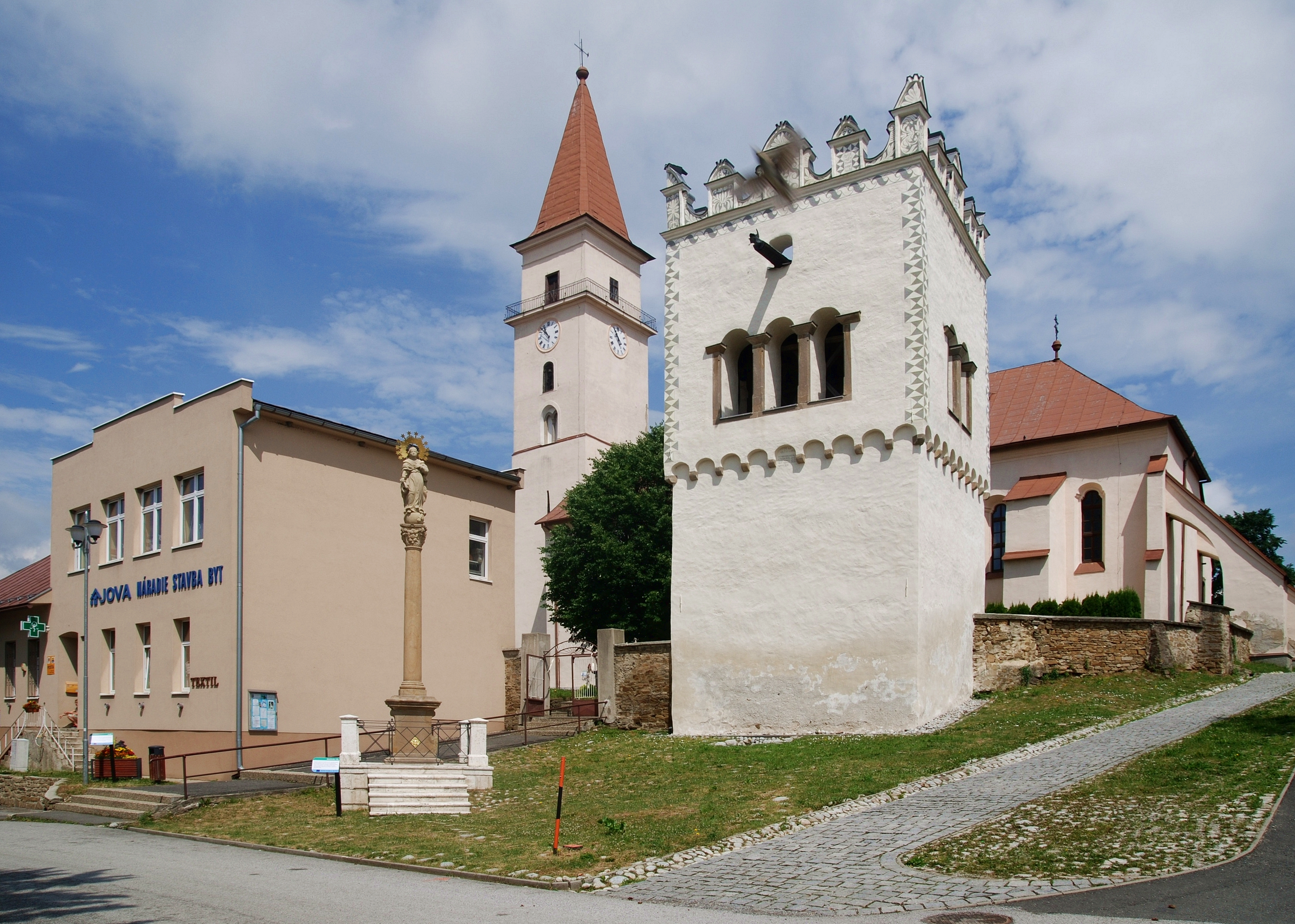
Zabytki: dzwonnica, figura maryjna i poczta
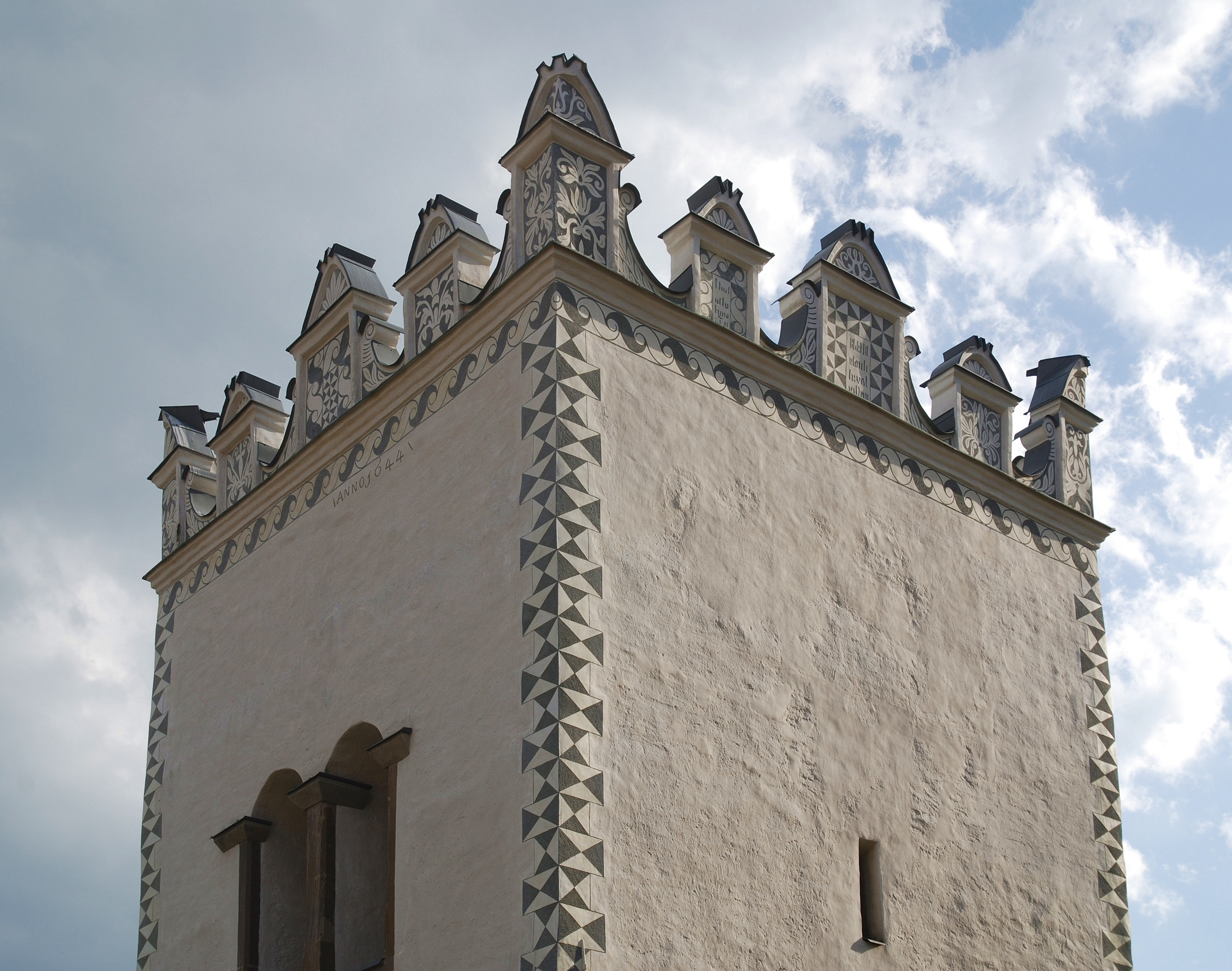
Attyka na dzwonnicy
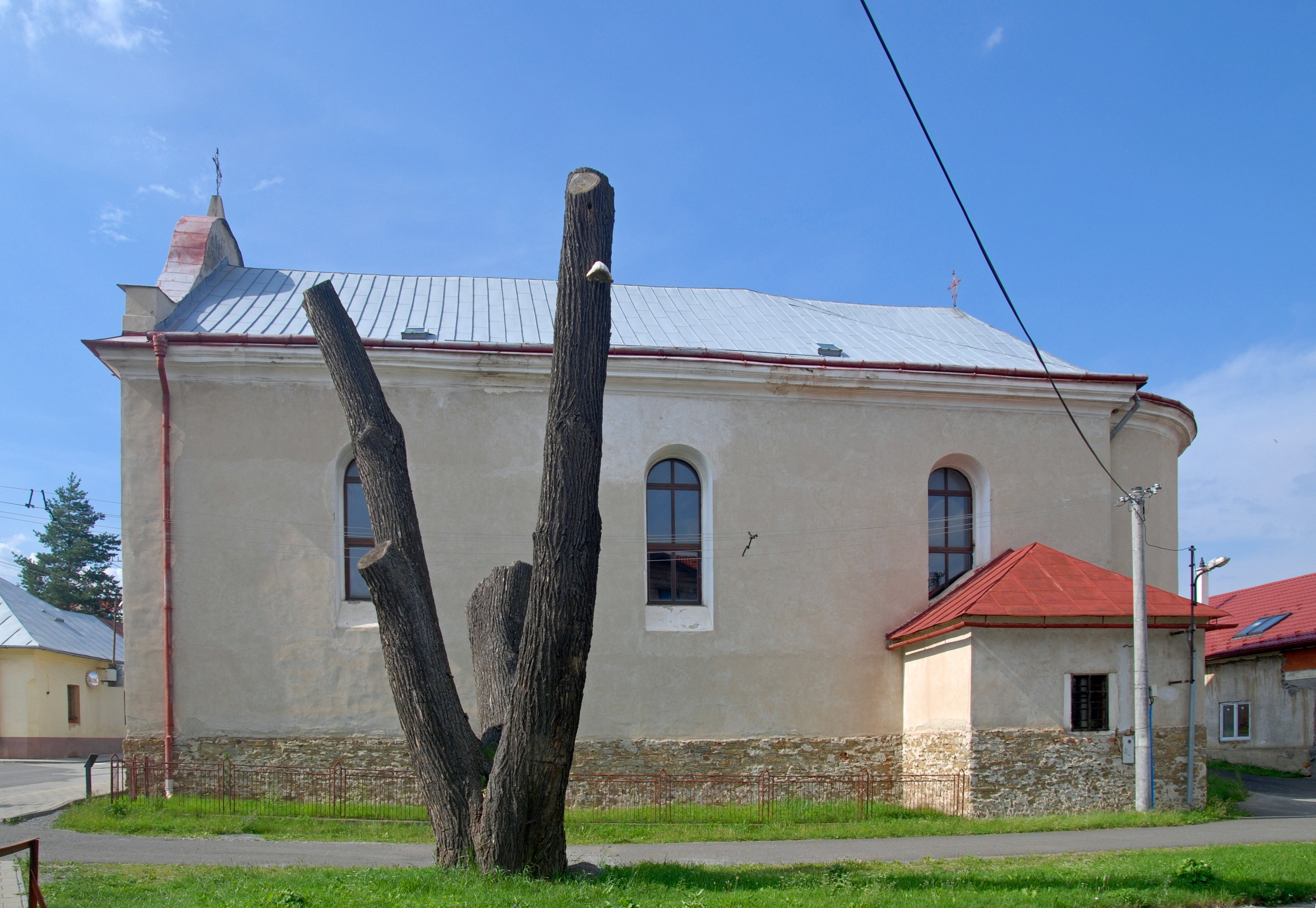
Kościół ewangelicki
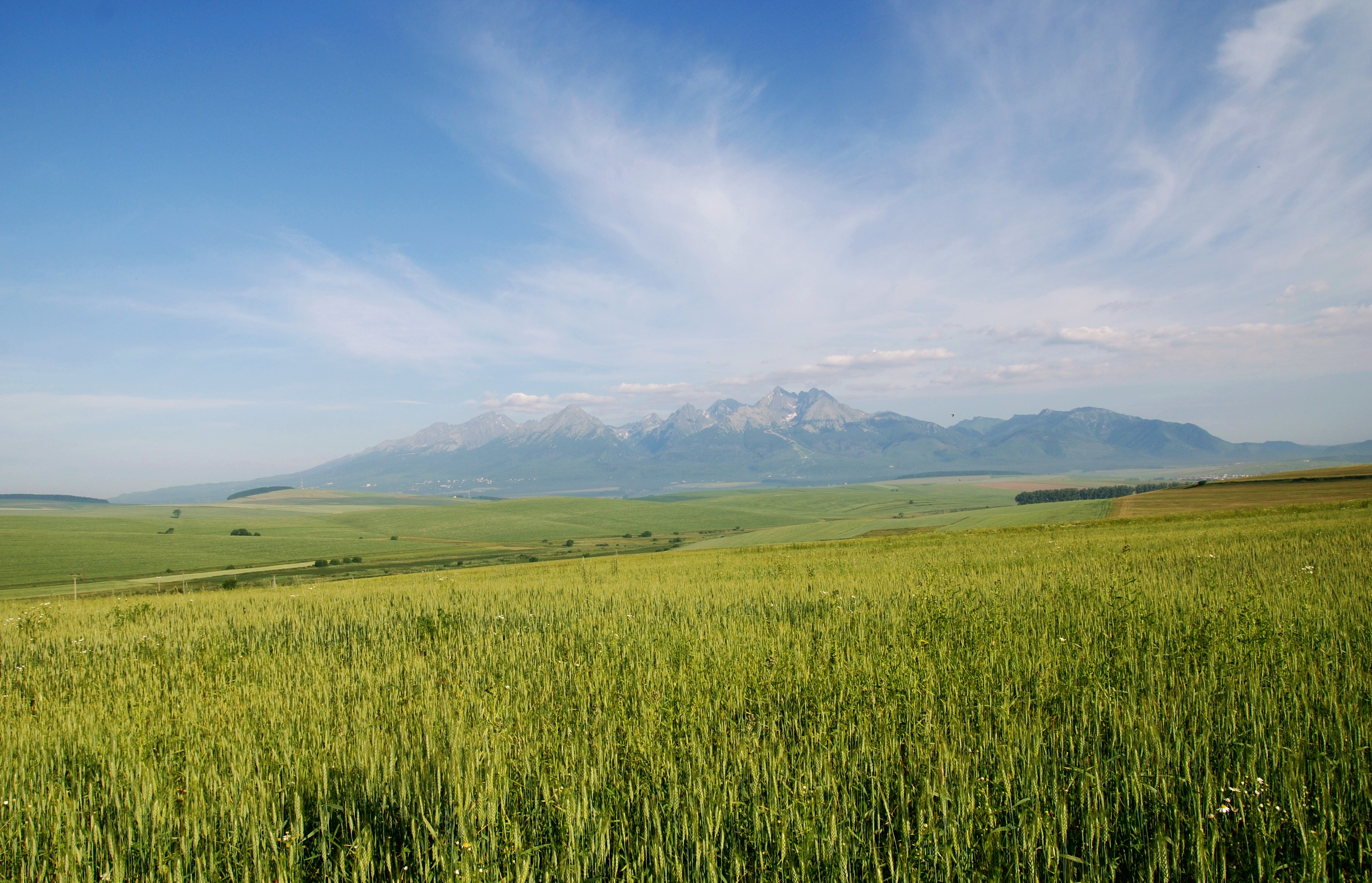
Widok na Tatry ze ścieżki rowerowej
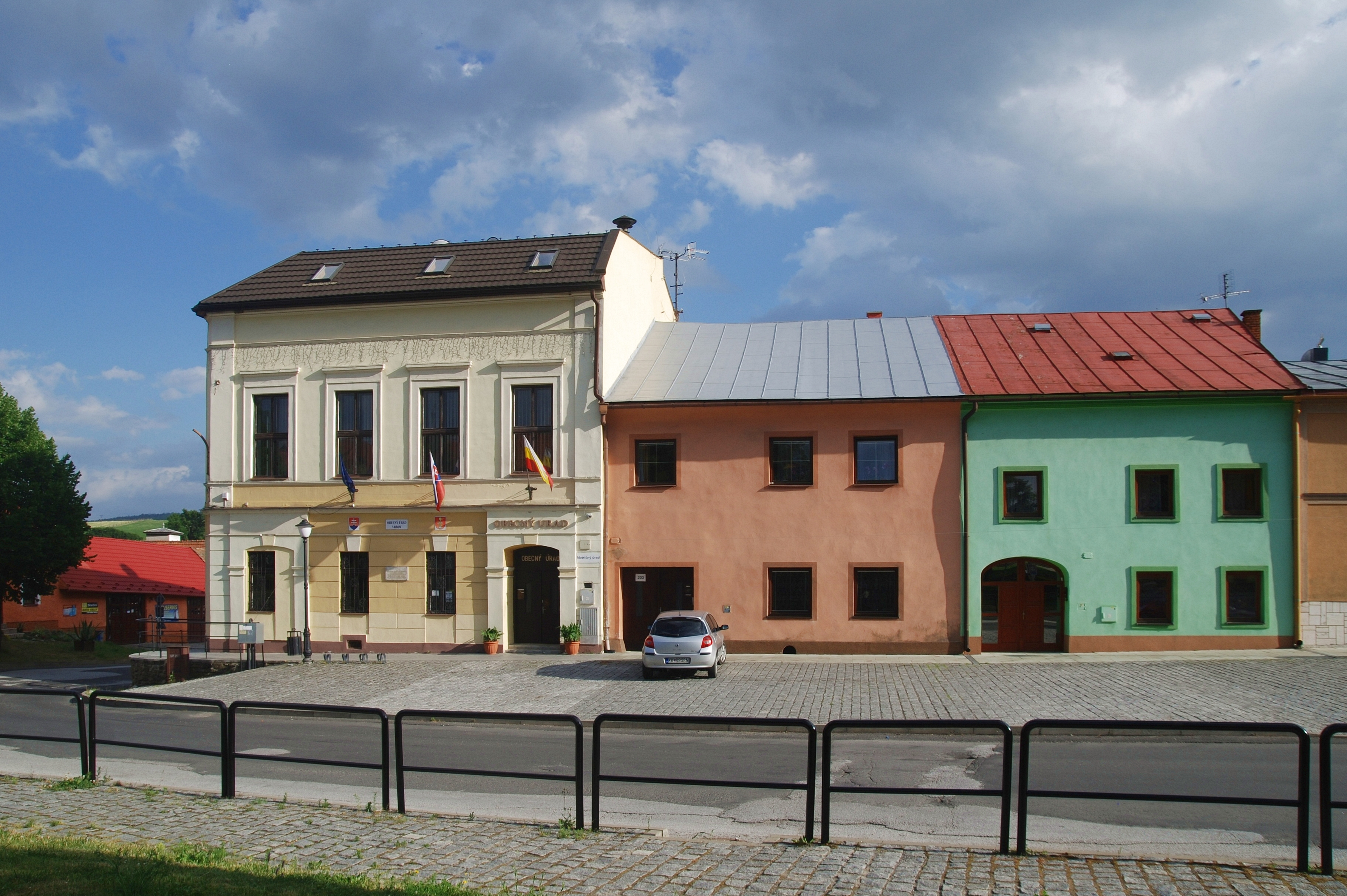
Rynek z urzędem wsi
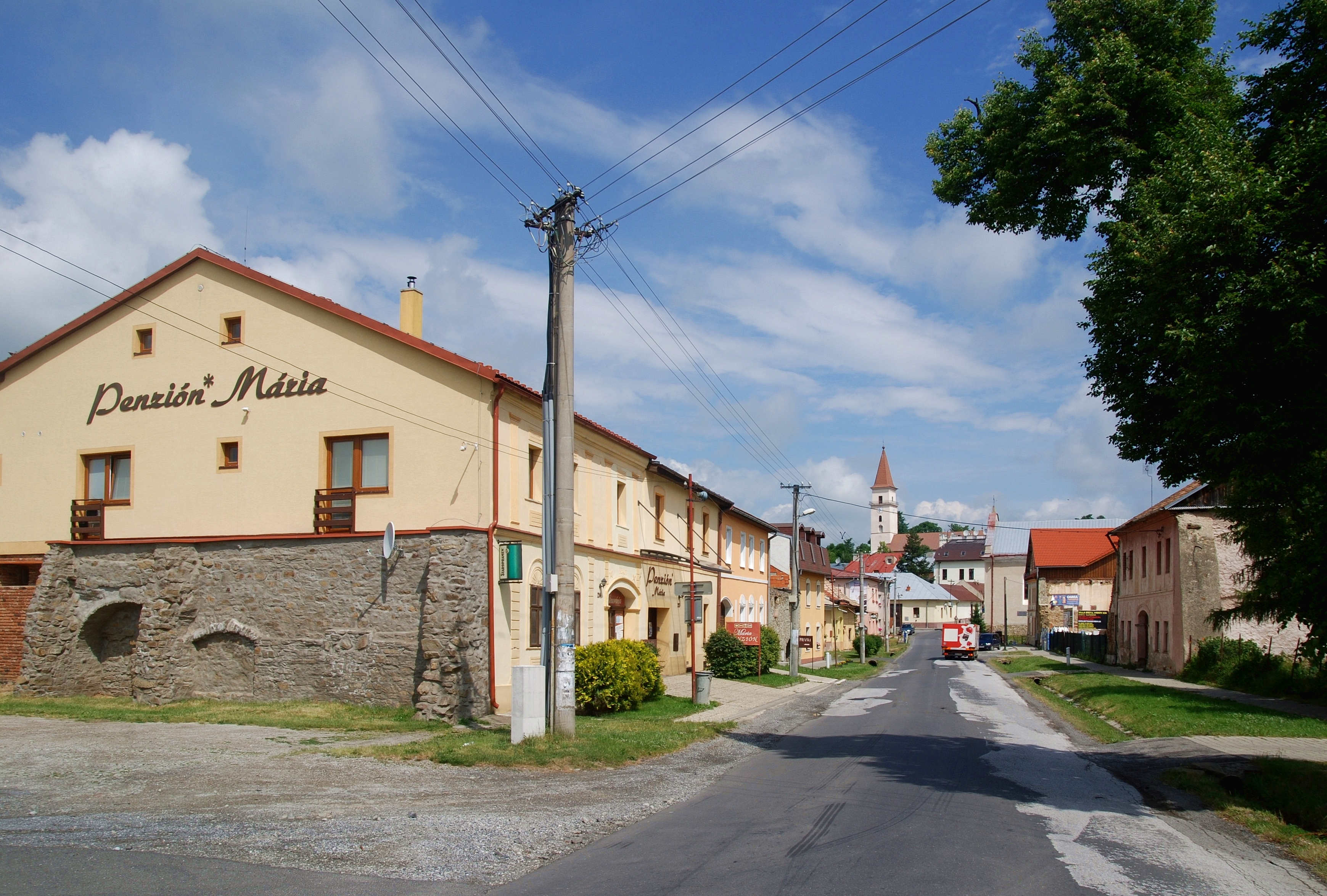
Główna ulica
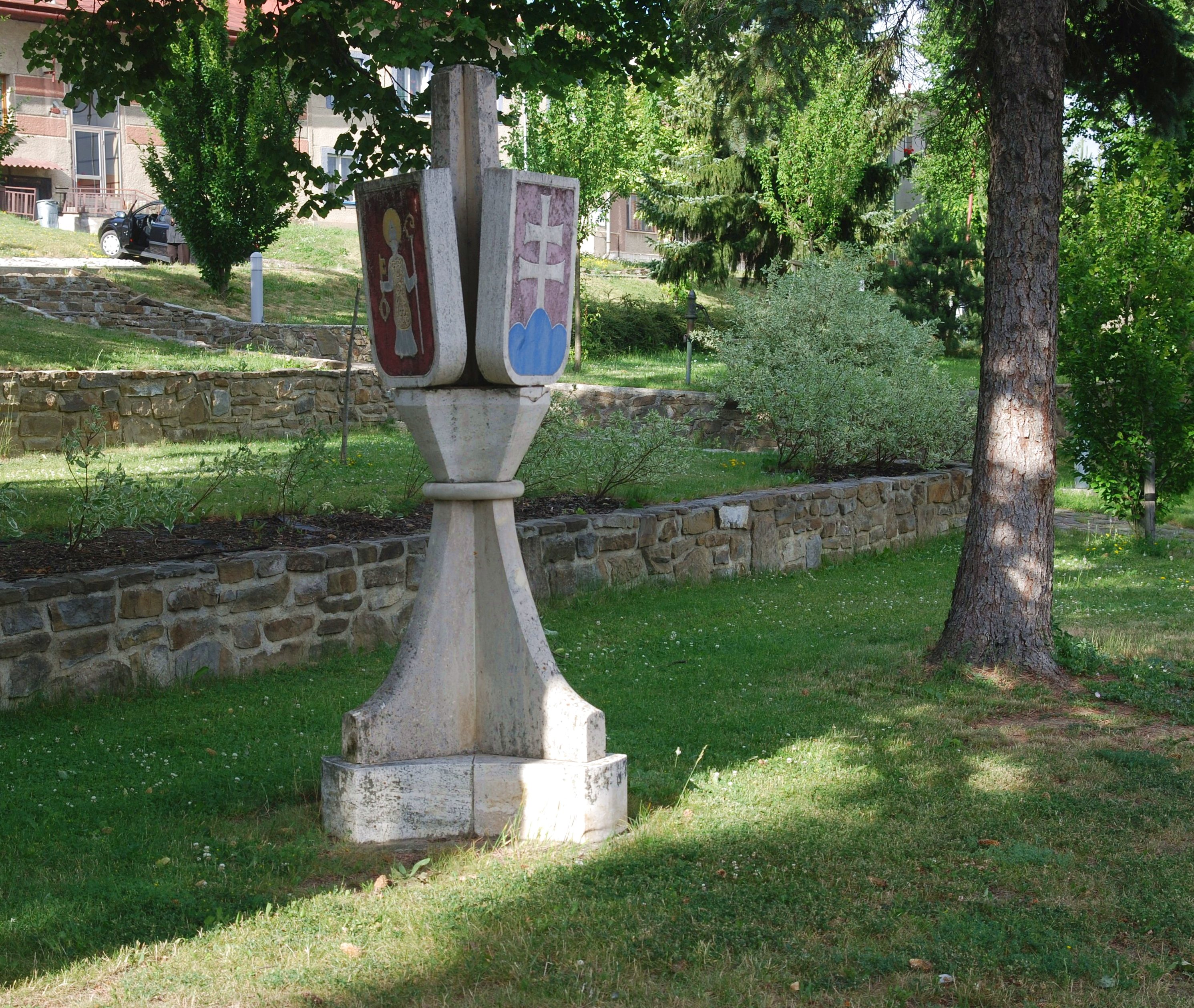
Herb
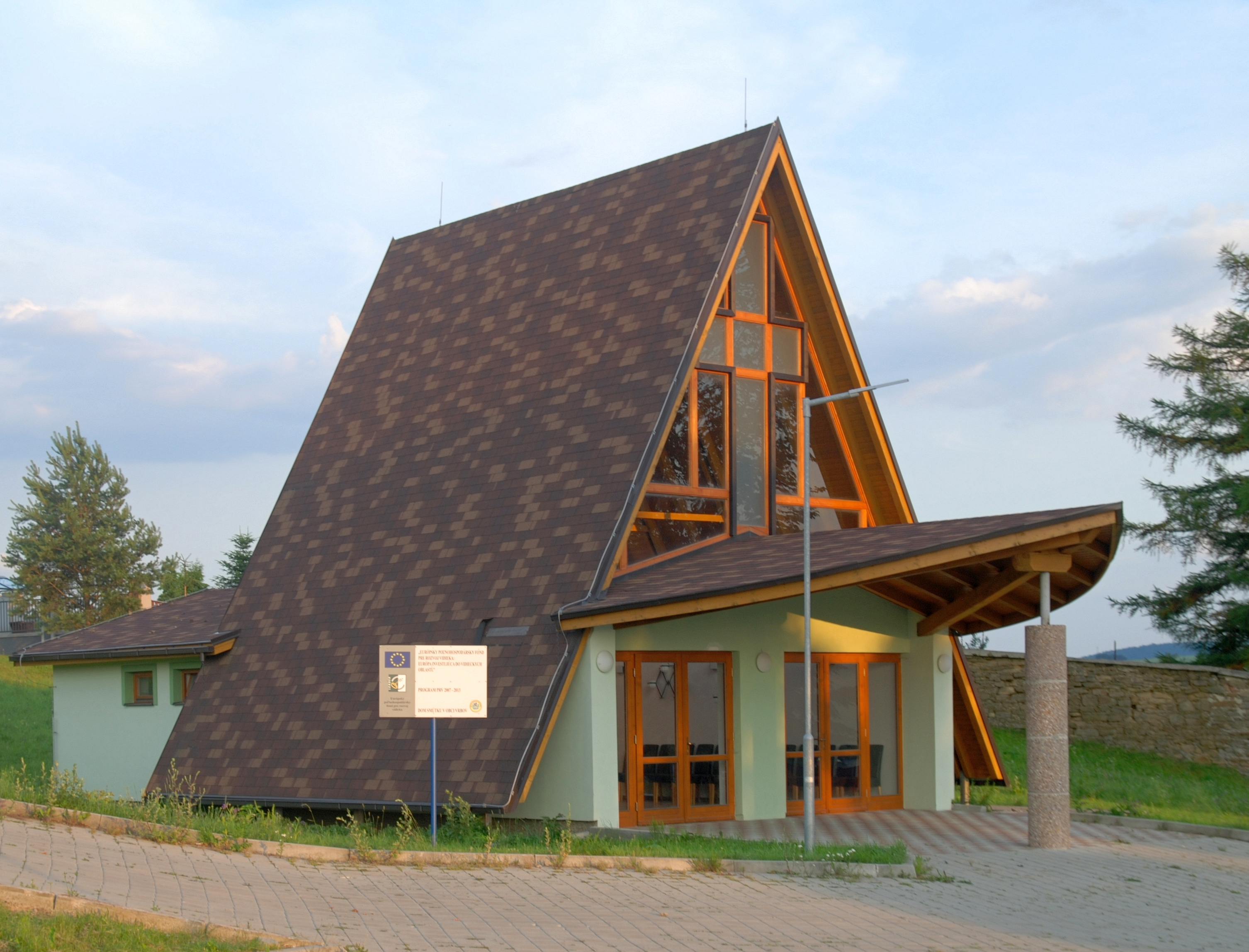
Kaplica cmentarna
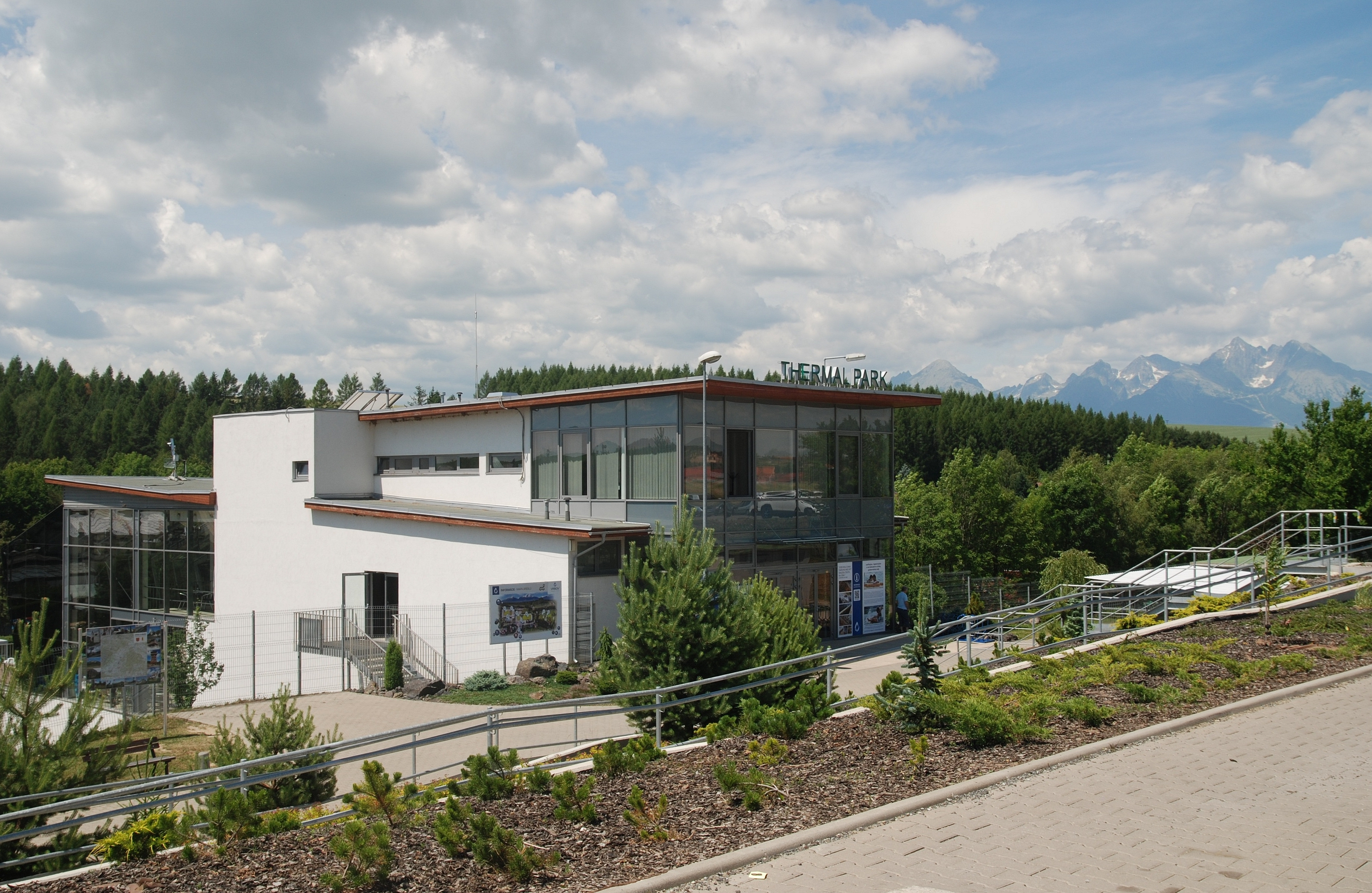
Kąpielisko termalne